# Pontoise-lès-Noyon
 Pontoise-lès-Noyon  es una población y comuna francesa en la región de Picardía, departamento de Oise, en el distrito de Compiègne y cantón de Noyon.

## Demografía
| 305 | 293 | 310 | 368 | 444 | 438 |
| Para los censos de 1962 a 1999 la población legal corresponde a la población sin duplicidades (Fuente: INSEE [Consultar]) |     |     |     |     |     |